# Cederpestvogel
De cederpestvogel (Bombycilla cedrorum, Engels "Cedar waxwing") komt voor in Noord-Amerika.

## Kenmerken
Uiterlijk verschilt de cederpestvogel niet veel van de gewone pestvogel. Hij heeft een gele zweem op de onderbuik, een zwart masker op de kop die doorloopt naar achteren en een witte onderstaart. Het grootste verschil is dat bij de cederpestvogel de zwartwitte vleugelrand ontbreekt. Hiernaast heeft de cederpestvogel donkerdere vleugels en een gele in plaats van lichtbeige onderbuik. De lengte is 18-20 centimeter.

## Leefwijze
Het voedsel van de cederpestvogel bestaat uit bessen, fruit en insecten.

## Verspreiding en leefgebied
De cederpestvogel komt voor van Canada tot Venezuela en Colombia in open bossen met voldoende voedselaanbod, in akkerland en in afwisselende bos/weidestreken.